# (300064) 2006 UJ194
(300064) 2006 UJ194 es un asteroide perteneciente al cinturón de asteroides, descubierto el 20 de octubre de 2006 por el equipo del Spacewatch desde el Observatorio Nacional de Kitt Peak, Arizona, Estados Unidos.

## Designación y nombre
Designado provisionalmente como 2006 UJ194.

## Características orbitales
2006 UJ194 está situado a una distancia media del Sol de 3,100 ua, pudiendo alejarse hasta 3,669 ua y acercarse hasta 2,531 ua. Su excentricidad es 0,183 y la inclinación orbital 1,197 grados. Emplea 1993,87 días en completar una órbita alrededor del Sol.

## Características físicas
La magnitud absoluta de 2006 UJ194 es 16,7.